# Arcidiocesi di Hermosillo
L'arcidiocesi di Hermosillo (in latino: Archidioecesis Hermosillensis) è una sede metropolitana della Chiesa cattolica in Messico. Nel 2023 contava 839.000 battezzati su 1.043.000 abitanti. È retta dall'arcivescovo Ruy Rendón Leal.

## Territorio
L'arcidiocesi comprende 16 comuni nella parte centrale dello stato messicano di Sonora: Hermosillo, Ures, San Miguel de Horcasitas, Carbó, Benjamín Hill, Opodepe, Rayón, Santa Ana, Magdalena, Cucurpe, Arizpe, Banámichi, Huépac, Baviácora, Aconchi e San Felipe de Jesús.
Sede arcivescovile è la città di Hermosillo, dove si trova la cattedrale dell'Assunzione di Maria Vergine.
Il territorio si estende su una superficie di 36.991 km² ed è suddiviso in 66 parrocchie, raggruppate in 9 decanati.

### Provincia ecclesiastica
La provincia ecclesiastica di Hermosillo, istituita nel 1963, comprende le seguenti suffraganee:
- diocesi di Ciudad Obregón,
- diocesi di Culiacán,
- diocesi di Nogales.

## Storia

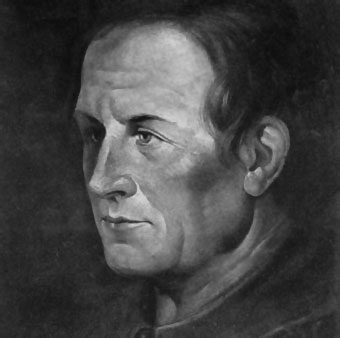
Il missionario gesuita italiano Eusebio Francesco Chini.

L'evangelizzazione della regione fu compiuta da padre Niza che accompagnò audacemente gli esploratori e i conquistatori spagnoli. Gli spagnoli si insediarono in diverse località ed evangelizzarono numerose tribù della regione all'inizio del XVII secolo. I gesuiti, a cui era affidato il compito di convertire la gente di queste terre al Cristianesimo, fondarono le famose missioni di Río Yaqui, Río Mayo e di Pimeria. Si distinse fra loro il sacerdote italiano Eusebio Francesco Chini, chiamato padre Kino. Nel 1767 i gesuiti furono espulsi e dovettero abbandonare le ben avviate missioni che si estendevano su un vastissimo territorio.
La diocesi di Sonora fu eretta il 7 maggio 1779 con la bolla Immensa divinae pietatis di papa Pio VI, ricavandone il territorio dalle diocesi di Durango e di Guadalajara (oggi entrambe arcidiocesi). La nuova diocesi comprendeva la California e gli stati di Sonora e di Sinaloa.
Originariamente era suffraganea dell'arcidiocesi di Città del Messico e la residenza vescovile era ad Arizpe, dove si trovava la cattedrale dedicata alla Vergine di Loreto. In seguito agli scontri con gli indios la sede fu trasferita prima ad Álamos e successivamente a Culiacán.
Il 27 aprile 1840 cedette una porzione del suo territorio a vantaggio dell'erezione della diocesi della California, da cui hanno tratto origine le diocesi messicane della Bassa California e quelle dell'odierna California statunitense
Il 23 giugno 1863 entrò a far parte della provincia ecclesiastica dell'arcidiocesi di Guadalajara.
Il 24 maggio 1883 cedette un'altra porzione del suo territorio a vantaggio dell'erezione della diocesi di Sinaloa (oggi diocesi di Culiacán).
Il 21 luglio 1888 la sede della diocesi fu trasferita a Hermosillo e la diocesi prese questo nome in forza del decreto Dum quinque della Congregazione Concistoriale.
Il 23 giugno 1891 in forza della bolla Illud in primis di papa Leone XIII entrò a far parte della provincia ecclesiastica dell'arcidiocesi di Durango.
Il 20 giugno 1959 cedette un'ulteriore porzione di territorio a vantaggio dell'erezione della diocesi di Ciudad Obregón.
Il 1º settembre dello stesso anno assunse il nome di diocesi di Hermosillo per effetto del decreto Quum Apostolicis della Congregazione Concistoriale.
Il 13 luglio 1963 è stata elevata al rango di arcidiocesi metropolitana con la bolla Mexicana natio di papa Paolo VI.
Il 25 marzo 1966 e il 19 marzo 2015 ha ceduto ulteriori porzioni di territorio a vantaggio dell'erezione rispettivamente della diocesi di Mexicali e della diocesi di Nogales.

## Cronotassi dei vescovi
Si omettono i periodi di sede vacante non superiori ai 2 anni o non storicamente accertati.
- Antonio María de los Reyes Almada, O.F.M.Obs.  † (11 dicembre 1780 - 6 marzo 1787 deceduto)
- José Joaquín Granados y Gálvez, O.F.M.Obs. † (10 marzo 1788 - 21 febbraio 1794 nominato vescovo di Durango)
- Damián Martínez de Gallinsoa, O.F.M.Obs. † (21 febbraio 1794 - 18 dicembre 1795 nominato vescovo di Tarazona)
- Francisco Rousset de Jesús y Rosas, O.F.M.Obs. † (24 luglio 1797 - 29 dicembre 1814 deceduto)
  - Sede vacante (1814-1817)
- Bernardo del Espíritu Santo Martínez y Ocejo, O.C.D. † (14 aprile 1817 - 23 luglio 1825 deceduto)
  - Sede vacante (1825-1837)
  - Ángel Mariano de Morales y Jasso † (2 luglio 1832 - 24 febbraio 1836 dimesso) (vescovo eletto)[5]
- José Lázaro de la Garza y Ballesteros † (19 marzo 1837 - 30 settembre 1850 nominato arcivescovo di Città del Messico)
- Pedro José de Jesús Loza y Pardavé † (18 marzo 1852 - 22 giugno 1868 nominato arcivescovo di Guadalajara)
  - Gil Alamán y García Castrillo † (28 giugno 1868 - 8 gennaio 1869 dimesso) (vescovo eletto)
- José de Jesús María Uriarte y Pérez † (25 giugno 1869 - 9 agosto 1883 nominato vescovo di Sinaloa)
- Jesús María Rico y Santoyo, O.F.M. † (9 agosto 1883 - 11 agosto 1884 deceduto)
  - Sede vacante (1884-1887)
- Herculano López de la Mora † (26 maggio 1887 - 6 aprile 1902 deceduto)
- Ignacio Valdespino y Díaz † (15 settembre 1902 - 10 gennaio 1913 nominato vescovo di Aguascalientes)
  - Sede vacante (1913-1919)
- Juan María Navarrete y Guerrero † (24 gennaio 1919 - 13 agosto 1968 ritirato[6])
- Carlos Quintero Arce † (18 agosto 1968 succeduto - 20 agosto 1996 ritirato)
- José Ulises Macías Salcedo (20 agosto 1996 - 26 aprile 2016 ritirato)
- Ruy Rendón Leal, dal 26 aprile 2016

## Statistiche
L'arcidiocesi nel 2023 su una popolazione di 1.043.000 persone contava 839.000 battezzati, corrispondenti all'80,4% del totale.
| anno | popolazione | popolazione | popolazione | presbiteri | presbiteri | presbiteri | presbiteri                | diaconi | religiosi | religiosi | parrocchie |
| anno | battezzati  | totale      | %           | numero     | secolari   | regolari   | battezzati per presbitero | diaconi | uomini    | donne     | parrocchie |
| ---- | ----------- | ----------- | ----------- | ---------- | ---------- | ---------- | ------------------------- | ------- | --------- | --------- | ---------- |
| 1948 | 324.000     | 360.000     | 90,0        | 31         | 31         |            | 10.451                    |         |           | 85        | 29         |
| 1966 | 348.000     | 353.000     | 98,6        | 56         | 56         |            | 6.214                     |         | 12        | 103       | 21         |
| 1968 | 374.220     | 378.000     | 99,0        | 59         | 59         |            | 6.342                     |         | 11        | 110       | 21         |
| 1976 | 498.110     | 508.360     | 98,0        | 72         | 72         |            | 6.918                     |         | 7         | 161       | 34         |
| 1980 | 572.000     | 590.000     | 96,9        | 81         | 80         | 1          | 7.061                     |         | 8         | 130       | 37         |
| 1990 | 882.000     | 922.000     | 95,7        | 77         | 75         | 2          | 11.454                    | 1       | 8         | 150       | 58         |
| 1999 | 1.932.000   | 1.992.229   | 97,0        | 118        | 115        | 3          | 16.372                    | 1       | 9         | 135       | 58         |
| 2000 | 1.932.000   | 1.992.400   | 97,0        | 122        | 112        | 10         | 15.836                    | 1       | 16        | 143       | 58         |
| 2001 | 1.020.000   | 1.052.240   | 96,9        | 133        | 122        | 11         | 7.669                     | 1       | 15        | 95        | 59         |
| 2002 | 955.567     | 1.052.240   | 90,8        | 113        | 99         | 14         | 8.456                     | 1       | 18        | 150       | 57         |
| 2003 | 955.567     | 1.052.240   | 90,8        | 128        | 115        | 13         | 7.465                     | 1       | 18        | 142       | 57         |
| 2004 | 970.318     | 1.067.051   | 90,9        | 112        | 104        | 8          | 8.663                     | 1       | 13        | 142       | 55         |
| 2006 | 1.003.489   | 1.100.322   | 91,2        | 121        | 113        | 8          | 8.293                     | 1       | 13        | 135       | 58         |
| 2013 | 1.088.022   | 1.236.232   | 88,0        | 136        | 133        | 3          | 8.000                     | 1       | 7         | 117       | 75         |
| 2015 | 706.624     | 753.052     | 93,8        | 113        | ?          | ?          | 6.253                     |         | ?         | 64        | 49         |
| 2016 | 706.624     | 753.052     | 93,8        | 96         | 93         | 3          | 7.360                     | 1       | 7         | 28        | 49         |
| 2019 | 731.770     | 991.000     | 73,8        | 91         | 91         |            | 8.041                     | 1       | 3         | 82        | 66         |
| 2021 | 766.100     | 905.000     | 84,7        | 110        | 94         | 16         | 6.964                     | 1       | 19        | 67        | 66         |
| 2023 | 839.000     | 1.043.000   | 80,4        | 110        | 95         | 15         | 7.627                     | 1       | 18        | 77        | 66         |